# Milan Ráček
Milan Ráček (* 29. října 1943 Zlín) je česko-rakouský muzeolog a spisovatel.

## Život
Narodil se 29. října 1943 ve Zlíně, od roku 1968 žije v Rakousku. Absolvoval Střední průmyslovou školu leteckou v Uherském Hradišti a Odbornou školu muzeologickou při Národním muzeu v Praze. V roce 1968, po okupaci Československa vojsky Varšavské smlouvy, odešel do Rakouska. Od roku 1969 pracoval v Dolnorakouském zemském muzeu ve Vídni, později v St. Pöltenu. Je členem rakouského PEN Clubu a autorského sdružení Podium.

## Vlastní dílo
Doposud publikoval čtrnáct knih, z toho sedm románů. V bilingvním vydání mu vyšly prózy HochZeiten (2009, Vznešené okamžiky) a Heilige Nächte (2011,Štědré večery), v češtině pak knihy Leo: Postskriptum (2002), Für ein Leben zu viel (2005), Na jeden život příliš (2016). Poslední román, Freiheit hinter dem Stacheldraht (Svoboda za ostnatým drátem), vyšel v roce 2015. Píše německy, děj jeho knih se ale často odehrává v česky mluvícím prostředí.

### Beletrie
- HochZeiten (2009, volný překlad - Vznešené okamžiky)
- Heilige Nächte (2011, volný překlad - Štědré večery)
- Leo: Ein Postskriptum (2002)
- Für ein Leben zu viel (2005, Na jeden život až příliš)
- Freiheit hinter dem Stacheldraht (2015, volný překlad - Svoboda za ostnatým drátem)

#### V češtině
- Leo: Postskriptum (Překlad: Milan Ráček)
- Na jeden život až příliš (román, 2016,KNIHA ZLÍN. Překlad: Eva Hermanová)